# مشاع 11 غز أباد (غرمسار كرمان)
مشاع 11 غز أباد (بالإنجليزية: Masha-ye 11 Gazabad)‏ هي منطقة سكنية تقع في إيران في قسم غرمسار الریفي. يقدر عدد سكانها بـ 34 نسمة .